# Княжеские ночи (фильм, 1938)
«Княжеские ночи» (фр. Nuits de princes) — французский фильм 1938 года режиссёра Владимира Стрижевского, по одноимённому роману Жозефа Кесселя «Княжеские ночи», сценарий Иосифа Ермольева. Через год по тому же сценарию была снята немецкая адаптация романа — фильм «После полуночи» («Ab Mitternacht» Архивная копия от 23 марта 2017 на Wayback Machine).
Ранее роман уже был экранизирован в 1929 году — немой одноимённый фильм французского режиссёра Марселя Л’Эрбье.

## Сюжет
В среде русских эмигрантов в Париже привлекательная молодая женщина разрывается в чувствах между мужем, любовником и новым знакомым.

## В ролях
- Кете фон Наги — Елена
- Марина Кошиц — Марина
- Фернан Фабр — Фёдор
- Жан Мюра — Форестер
- Пьер Альковер — Разин
- Рене Лефевр — Василий Вронский
- Пьер Ларке — Шувалов
- Николай Колин — эпизод
- Николай Римский — эпизод
- Рене Женен — эпизод
- и другие

## Литературная основа
Фильм снят по роману 1927 года французского писателя, потомка выходцев из России Жозефа Кесселя «Les Nuits des Princes» («Княжеские ночи», в первом русском переводе: «Уходящие тени»).
Роман основан на впечатлениях о жизни русской парижской эмиграции — представлен красочный «очерк нравов» русского ночного Парижа, «русского Монмартра». Герой-повествователь — alter ego самого автора, а среди действующих лиц узнаваемы некоторые видные русские эмигранты, в том числе друга автора — писатель Алексей Ремизов.